# Nationalisme écossais
 (décembre 2022).
Si vous disposez d'ouvrages ou d'articles de référence ou si vous connaissez des sites web de qualité traitant du thème abordé ici, merci de compléter l'article en donnant les références utiles à sa vérifiabilité et en les liant à la section « Notes et références ».

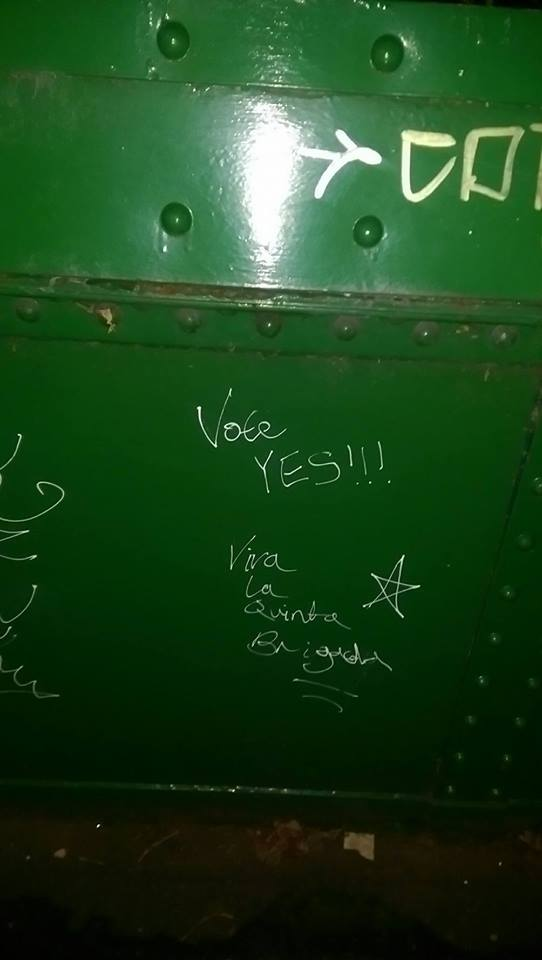
Graffiti pro-indépendance écossaise sur un pont à Leith en Écosse.

Le nationalisme écossais moderne naît dans l'entre-deux-guerres, même si des éléments nationalistes sont depuis plusieurs siècles au cœur de l'identité écossaise. L'article examine le contexte historique et politique qui a vu l'éclosion d'un nationalisme politique en Écosse, depuis la création du SNP (Scottish National Party) en 1934 jusqu'à la mise en place d'un régime de dévolution à l'Écosse à partir de 1999.